# All Shall Perish

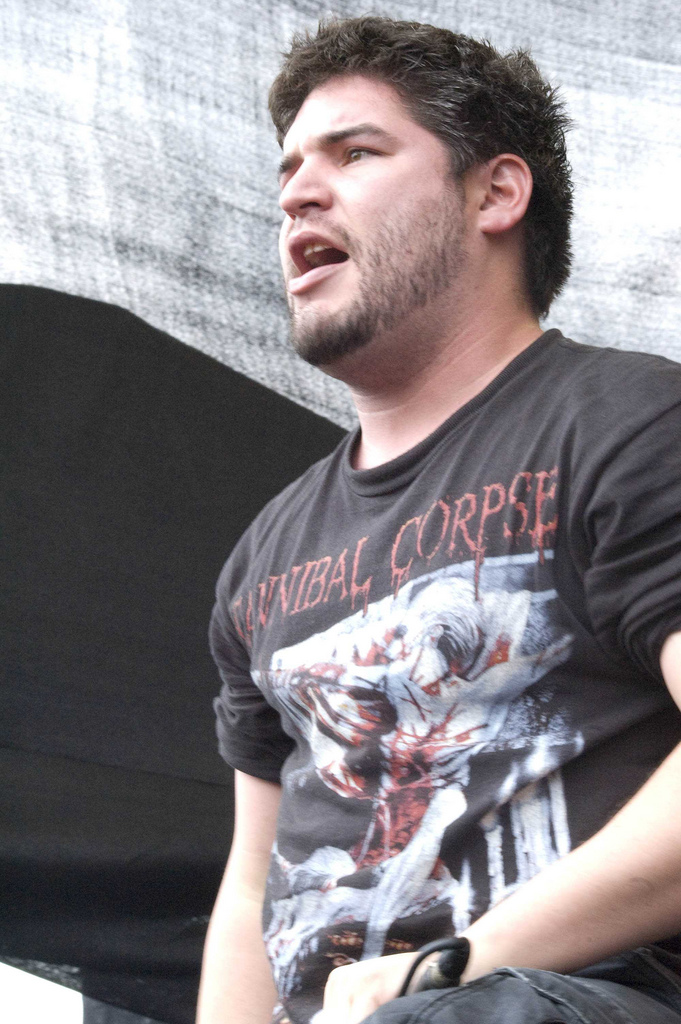
Hernan Hermida

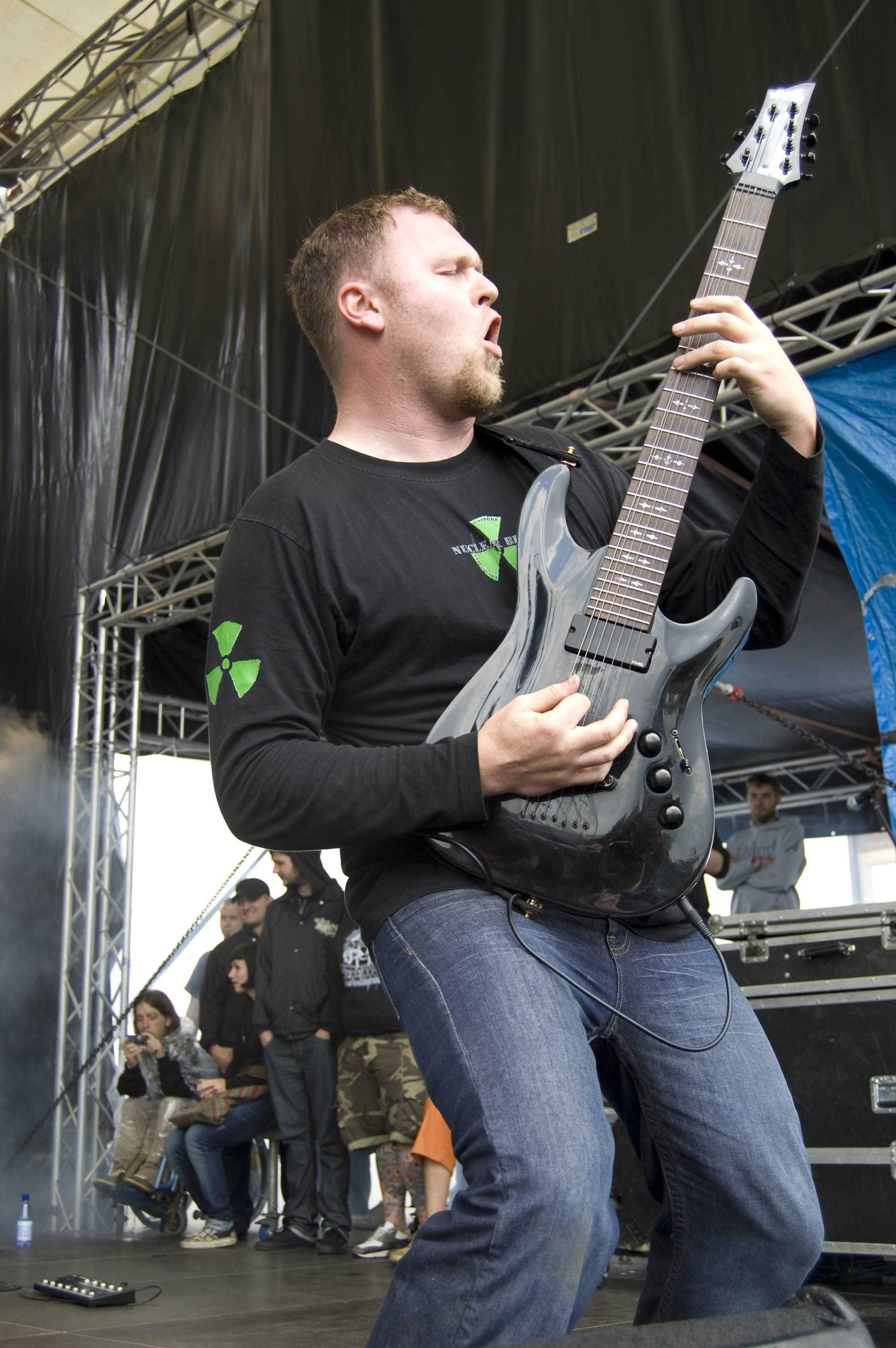
Ben Orum

All Shall Perish is een 5-koppige Deathcore/Metalcore band uit het Amerikaanse Californië. Sinds 2005 hebben ze 2 albums uitgebracht bij Nuclear Blast. Het eerste album, Hate Malice Revenge, was oorspronkelijk uitgebracht door een Japans label, Amputated Vein Records, in 2003. Maar werd opnieuw uitgebracht bij Nuclear Blast.

## Discografie
- Demo (2002, eigen productie)
- Hate, Malice, Revenge (2003 bij Amputated Vein, 2005 bij Nuclear Blast)
- The Price of Existence (2006)
- Awaken The Dreamers (2008)
- This Is Where It Ends (2011)